# 埃爾科縣
埃爾科縣（英語：Elko County）是美国内华达州東北部的一個縣，東鄰犹他州，北、東北鄰爱达荷州，面積44,555平方公里，是美國面積第四大的縣份。根据2020年美國人口普查，埃爾科縣共有人口53,702人。埃爾科縣的縣治為埃爾科。
埃爾科縣成立於1869年3月5日，是自蘭德縣獨立；縣名是印第安語「白人女子」或者「美麗」的意思；另一說認為是鐵路大亨查爾斯·克羅克為車站命名時，在原名Elk（在周圍常見的馬鹿）的站名後加上「o」。

## 地理
根據2020年美國人口普查，埃爾科縣的面積為17,203平方英里（44,560平方），其中有17,170平方英里（44,500平方），即99.8%為陸地；33平方英里（85平方），即0.2%為水域。埃爾科縣是美國面積第四大的縣份，位列聖貝納迪諾縣、可可尼諾縣和奈縣之下。埃爾科縣的地勢由大鹽湖沙漠的4,300英尺（1,300）提升至紅寶石山脈的11,387英尺（3,471）。

### 毗鄰縣
- 愛達荷州 奧懷希縣：北方
- 愛達荷州 喀細亞縣：東北方
- 愛達荷州 特溫福爾斯縣：東北方
- 猶他州 圖埃勒縣：東方
- 猶他州 博克斯埃爾德縣：東方
- 內華達州 白松縣：南方
- 內華達州 蘭德縣：西南方
- 內華達州 尤里卡縣：西南方
- 內華達州 洪堡郡：西方

### 國家保護區
- 洪堡-托伊亚比国家森林（部份）
- 紅寶石湖國家野生動物保護區（英语：Ruby Lake National Wildlife Refuge）（部份）

## 人口
| 调查年              | 人口   | 备注 | %±     |
| ------------------- | ------ | ---- | ------ |
| 1870                | 3,447  |      | —      |
| 1880                | 5,716  |      | 65.8%  |
| 1890                | 4,794  |      | −16.1% |
| 1900                | 5,688  |      | 18.6%  |
| 1910                | 8,133  |      | 43.0%  |
| 1920                | 8,083  |      | −0.6%  |
| 1930                | 9,960  |      | 23.2%  |
| 1940                | 10,912 |      | 9.6%   |
| 1950                | 11,654 |      | 6.8%   |
| 1960                | 12,011 |      | 3.1%   |
| 1970                | 13,958 |      | 16.2%  |
| 1980                | 17,269 |      | 23.7%  |
| 1990                | 33,530 |      | 94.2%  |
| 2000                | 45,291 |      | 35.1%  |
| 2010                | 48,818 |      | 7.8%   |
| [ 9 ] [ 10 ] [ 11 ] |        |      |        |

根據2000年人口普查，埃爾科縣擁有45,291居民、15,638住戶和11,493家庭。。其人口密度為每平方英里3居民（每平方公里1居民）。埃爾科縣擁有18,456間房屋单位，其密度為每平方英里1間（每平方公里0.41間）。埃爾科縣的人口是由82.04%白人、0.59%非裔、5.30%印地安人、0.68%亞裔、0.11%太平洋岛民、8.50%其他種族和2.78%混血构成。而西班牙裔或拉丁美洲人佔了人口19.73%。
在15,638住户中，有43.00%擁有一個或以上的兒童（18歲以下）、59.30%為夫妻、8.40%為單親家庭、而有26.50%為非家庭。其中20.90%住户為獨居，4.80%為同居長者。平均每戶有2.85 人，而平均每個家庭則有3.33人。在45,291居民中，有32.50%為18歲以下、8.80%為18至24歲、31.50%為25至44歲、21.30%為45至64歲以及5.90%為65歲以上。人口的年齡中位數為31歲，每100個女性就有108.80個男性。每100個成年女性（18歲以上）就有109.40個成年男性。
埃爾科縣的住戶收入中位數為$48,383，而家庭收入中位數則為$52,206。男性的收入中位數為$41,322，而女性的收入中位數則為$24,653。埃爾科縣的人均收入為$18,482。約7.00%家庭和8.90%人口在貧窮線以下。